# 王云岫
王云岫（1953年12月—），男，汉族，籍贯山东牟平，生于吉林柳河，中华人民共和国政治人物，曾任吉林省人民政府秘书长，吉林省人大常委会秘书长、副主任。